# Anatolia Golac Chamoli de Ludeña
Anatolia Golac Chamoli de Ludeña (geboren am 20. April 1937 im Distrikt Recta, Peru; gestorben im Januar 2021) war eine peruanische Politikerin. Sie war 2018 Bürgermeisterin von Villa María del Triunfo, einem Stadtdistrikt der peruanischen Hauptstadt Lima.

## Politische Laufbahn
Bei den peruanischen Kommunalwahlen 2014 wurde Golac Chamoli de Ludeña als Mitglied der Solidaridad Nacional in den Gemeinderat (concejo municipal) des Distrikts Villa María del Triunfo gewählt. Ab dem 1. Januar 2015 war sie somit Ratsfrau (regidora distrital) im Gemeinderat. Nachdem der Bürgermeister (alcalde distrital) César Infanzón Quispe wegen Amtsmissbrauchs abgesetzt wurde, wurde Golac Chamoli de Ludeña im November 2018 von der peruanischen Wahlbehörde zur kommissarischen Bürgermeisterin von Villa María del Triunfo ernannt. Sie war dies bis zum Ende der Wahlperiode am 31. Dezember 2018.
Nachdem sich Podemos Perú im Oktober 2018 von der Solidaridad Nacional abspaltete, schloss sich Golac Chamoli de Ludeña dieser Parteiabspaltung an. Im Vorfeld der Kongresswahlen in Peru am 11. April 2021 wurde Golac Chamoli de Ludeña auf Platz 4 der vorläufigen Wahlliste von Podemos Perú für die Region Huánuco gesetzt. Golac Chamoli de Ludeña verstarb jedoch noch im Januar 2021 vor der Wahl. Dalinda Karem Baldeón Sánchez ersetzte sie auf der Wahlliste.